# Pesajian
Pesajian is een bestuurslaag in het regentschap Indragiri Hulu van de provincie Riau, Indonesië. Pesajian telt 1210 inwoners (volkstelling 2010).